# 薩任卡河 (烏日河支流)

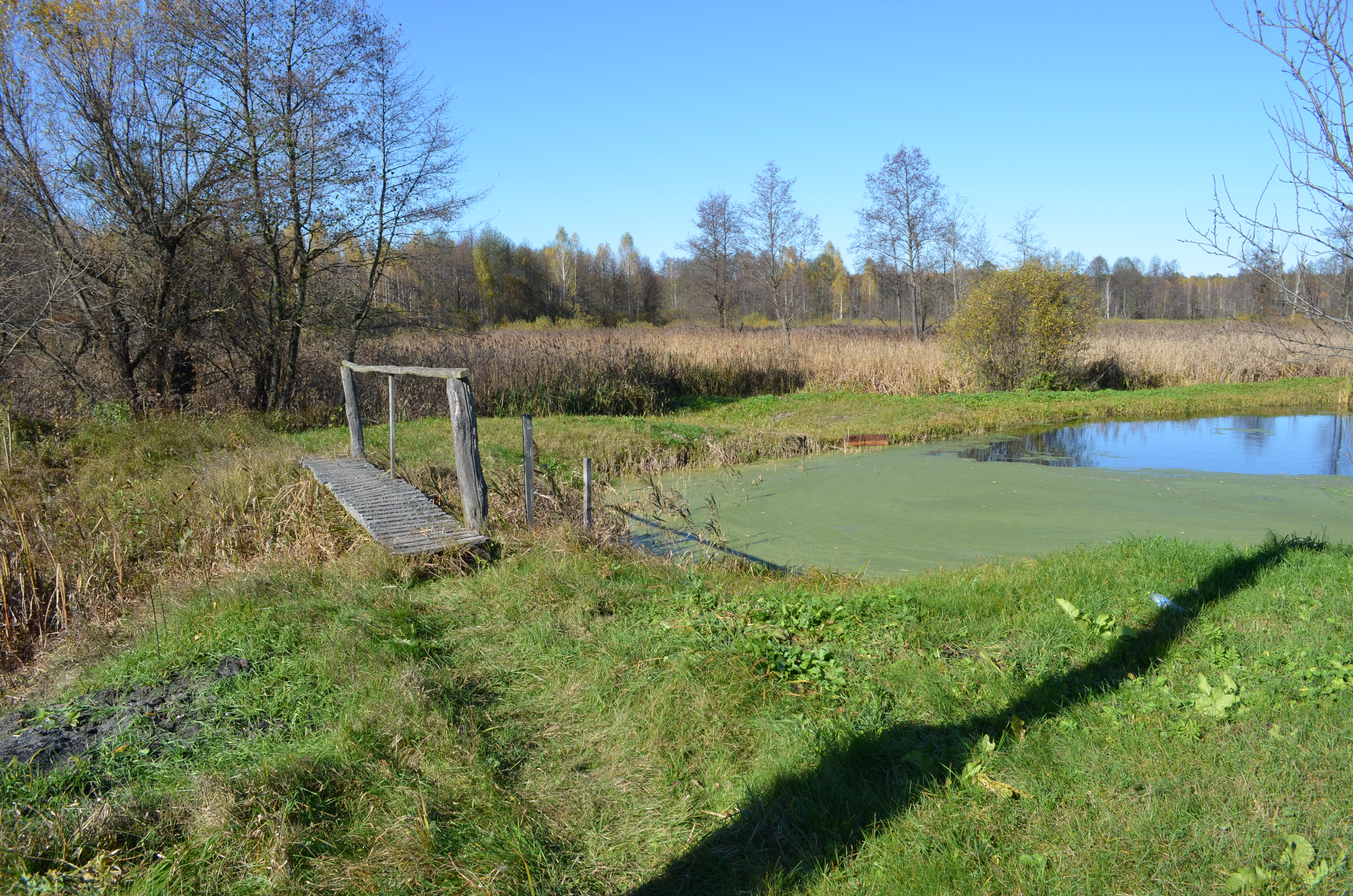

薩任卡河（烏克蘭語：Саженка），是烏克蘭的河流，位於該國北部日托米爾州，屬於烏日河的右支流，發源自莫什基夫卡，流經科羅斯堅區，河道全長14公里。